# Agustín Nogueras Pitarque
Agustín Nogueras Pitarque   (Alcolea de Cinca, 25 de juliol de 1786 - Las Palmas de Gran Canaria, 23 de gener de 1857) va ser un militar i polític espanyol.

## Biografia
Fill de Joaquín Nogueras i d'Agustina Pitarque, ingressà a l'exèrcit i fou tinent amb 18 anys durant la Guerra del Francès. Participà en el setge de Saragossa i després exercí diverses missions mirant de mobilitzar la resistència contra els francesos. El 1814 marxà a Sud-amèrica i participà en diverses accions militars per sufocar les revoltes independentistes dels virregnats a Veneçuela. A Puerto Rico es casà amb Asunción Gautier.
Tornat a Espanya un cop mort Ferran VII, el 1835 va ser nomenat governador militar de Castelló i participà en la primera guerra carlina. Fou el responsable de recomanar l'afusellament de la mare del general carlí Ramon Cabrera en una decisió que condemnaren moltes cancelleries i que provocà greus represàlies i l'enduriment de la guerra civil al Maestrat. Participà a les ordres d'Evaristo San Miguel en la presa de Cantavella, la capital carlina del front del Maestrat, el 1836 i a les de Marcelino de Oraá Lecumberri en l'aixecament del setge de Gandesa. Rellevà Antonio van Halen y Sarti al comandament de l'exèrcit del Centre en 1839 amb ordres de conservar el territori i impedir la unió de Cabrera amb el front català, però dimití i fou substituït per Leopoldo O'Donnell.
Va ser governador militar de Barcelona el 1840 i poc després capità general de Balears.
Gran amic de Baldomero Espartero, al final de la seva regència, el maig de 1843, el feu Ministre de Guerra, càrrec que exercí fins al juliol d'aquell any, moment en el qual Espartero s'exilià a Anglaterra.
L'agost del 1854 va ser nomenat capità general de Galícia i un mes més tard de Canàries, on va morir al cap de 3 anys.